# Stenogymnocnemia mala
Stenogymnocnemia mala is een insect uit de familie van de mierenleeuwen (Myrmeleontidae), die tot de orde netvleugeligen (Neuroptera) behoort. 
Stenogymnocnemia mala is voor het eerst wetenschappelijk beschreven door Walker in 1853.